# Pitlochry
Pitlochry (gael. Baile Chloichridh) – miejscowość w Szkocji, w jednostce administracyjnej Perth and Kinross, położona nad rzeką Tummel.

## Miasta partnerskie
- Australia Glen Innes, Australia
- Francja Confolens, Francja